# Jacques d’Estampes

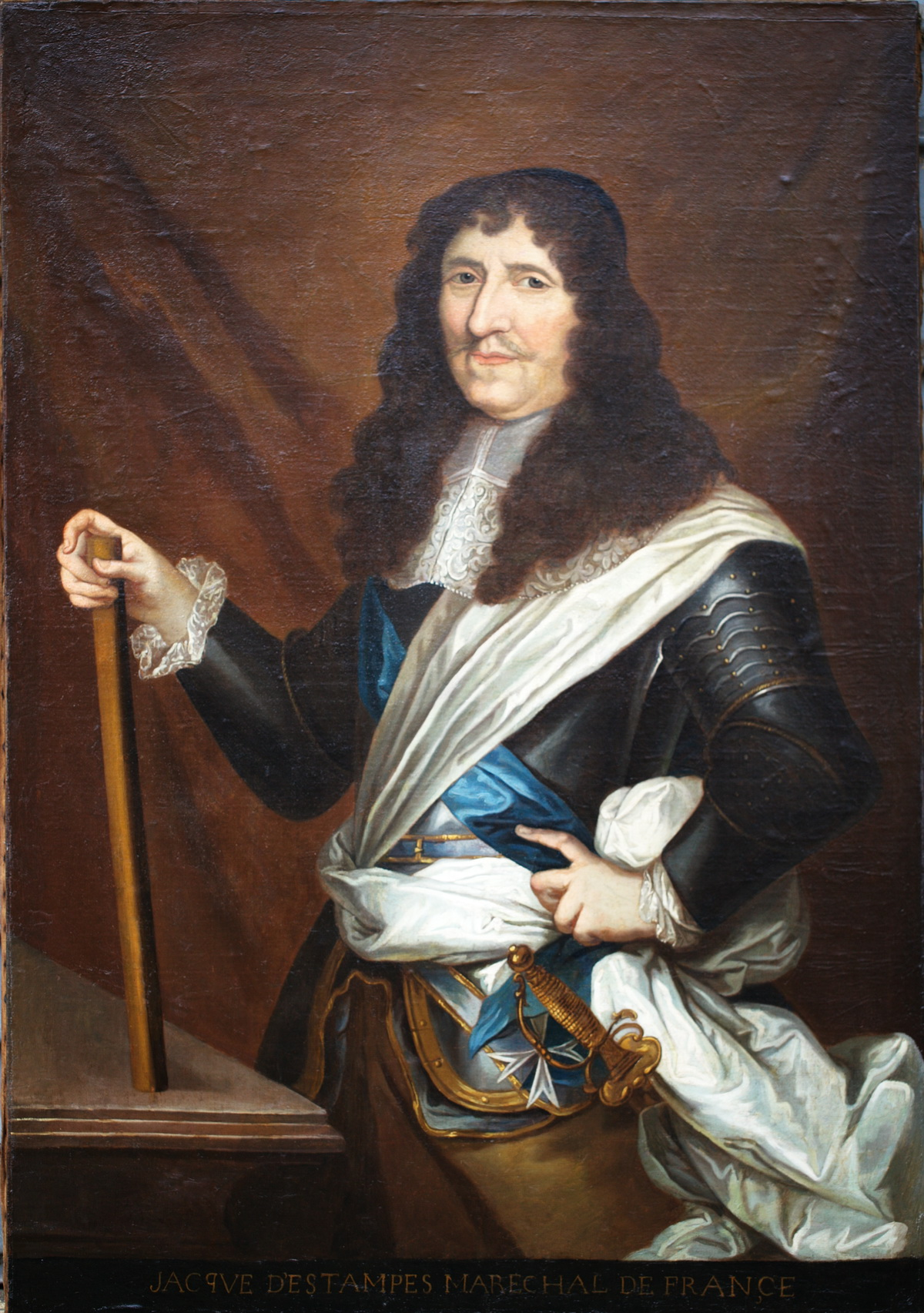
Jacques d’Estampes, Marechal de France, Französische Schule, 18. Jahrhundert

Jacques d’Estampes (* 1590 in Mont-Saint-Sulpice; † 20. Mai 1668 in Mauny), Marquis de La Ferté-Imbault, war ein französischer Militär und Diplomat. 1651 wurde er zum Marschall ernannt.
Jacques d’Estampes de La Ferté-Imbault ist zu unterscheiden von seinem Vetter Jacques d’Estampes de Valençay.

## Leben
Jacques d’Estampes war der Sohn von Claude d’Estampes, Seigneur de La Ferté-Imbault, de Salbris, de Mont-Saint-Sulpice, de Villefargeau et de Souesmes, und Jeanne de Hautemer, Dame de Mauny, Tochter von Guillaume de Hautemer, Duc de Grancey und Marschall von Frankreich.
Als Fähnrich einer Kompanie von 200 Soldaten des Herzogs von Orleans, im Rang eines Mestre de camp de Cavalerie nahm er 1610 an der Belagerung von Jülich teil. 1617 befand er sich bei den Belagerungen von Soissons, Château-Porcien, Rethel und Sainte-Menehould.
Als Sous-Lieutenant einer Kompanie des Herzogs von Orléans kämpfte er am 7. August 1620 in der Schlacht bei Les Ponts-de-Cé unter dem Kommando des Marquis de Créquy und des Comte de Bassompierre.
1621 nahm er an den Belagerungen von Saint-Jean d’Angély (Mai/Juni), Nérac, Tonneins, Clairac (Juli/August) und Montauban (November) teil, 1622 an der Belagerung von Royan (Mai). Er wechselte als Maréchal de camp in die vom Duc de Nevers, kommandierte Armee, die 1622 in die Champagne geschickt wurde, um sich dem Grafen von Mansfeld entgegenzustellen.
Am Krieg im Veltlin, der am 5. März 1626 endete, scheint er nicht teilgenommen zu haben. In diesem Jahr wurde er Capitaine-lieutenant einer Kompanie von 200 Soldaten des Herzogs von Orléans, Gouverneur von Stadt und Herzogtum Orléans, Berater und Kammerherr von Gaston d’Orléans.
Ab 1627 errichtete er auch das Schloss La Ferté-Imbault, das 1562 Opfer der Religionskriege geworden war, und modernisierte das von Mauny in der Nähe von Rouen. Weiterhin als Maréchal de camp nahm er an der Belagerung von La Rochelle (1627–1628) teil. Im Mantuanischen Erbfolgekrieg diente er unter dem Duc de Guise als Mestre de Camp Général de la Cavalerie-Légère, dann im gleichen Rang bei der Belagerung von Privas (Mai 1629).
Im Jahr 1630 zeichnete sich Jacques d’Estampes während des piemontesischen Feldzugs gegen den Herzog von Savoyen aus: In der Schlacht bei Avigliana am 10. Juli 1630 griff er an der Spitze einer Kompanie von 200 Männern des Herzogs von Orleans 3000 Gegner an, wobei 900 getötet und 300 gefangen genommen wurden. Im gleichen Jahr kämpfte er bei der Belagerung von Casale (Mai bis Oktober).

### Französisch-Spanischer Krieg (1635–1659)
Im Französisch-Spanischen Krieg kämpfte er 1635 in den spanischen Niederlanden in der Schlacht bei Les Avins unter den Marschällen Châtillon und Brézé gegen Thomas von Savoyen. 1636 nahm er an der Belagerung von Corbie (September bis November) teil, 1637 an den Belagerungen von Bohain, Landrecies, Maubeuge, La Capelle, Renty und Le Castelet.
1638 war er Mestre de camp eines Kavallerieregiments auf seinen Namen, mit dem er 1639 an den Belagerungen von Mouzon und Carignan teilnahm. Nachdem er sich in Corbie der königlichen Armee angeschlossen hatte, wurde er dort als Oberkommandierender mit 10.000 Soldaten und 5.000 Reiten stationiert.
Im Juli 1641 wurde zum französischen Botschafter in England ernannt; er blieb zwei Jahre in London. In dieser Zeit verhinderte die Einschiffung von 14.000 Iren, die von den Spaniern zur Verteidigung von Perpignan rekrutiert worden waren, und warb selbst 6.000 Schotten für den Dienst in Frankreich an.
Am 11. August 1643 wurde Jacques d’Estampes zum Colonel général der Schottischen Garde ernannt. Am 21. November 1644 wurde er Lieutenant-général pour le Roi au Gouvernement d’Orléanais, Vendômois et Dunois, später dann Conseiller d’État.
1645 bis 1649 wurde er in der Flandernarmee eingesetzt. 1645 nahm er als Premier Maréchal de Camp an den Belagerungen von Gravelines, Bourbourg, Mardyck (wo er zum Lieutenant-général des Amées du Roi befördert wurde), Linck und Bergues teil, 1646 an der Belagerung von Kortrijk, im August an der zweiten Belagerung von Fort Mardyck, an der Eroberung von Veurne (7. September) und der Belagerung von Dünkirchen (September/Oktober) unter dem Kommando des Duc d’Enghien. Am 31. Oktober 1646 konnten Enghien und Estampes bei Kortrijk eine spanische Armee bestehend aus sechs Infanterie- und fünf Kavallerieregimentern zurückschlagen. Am 20. August 1648 kämpfte er in der Schlacht bei Lens und nahm 1649 beim Übergang über die Schelde teil. Anschließend wurde er zur Normandiearmee versetzt.
Am 5. Januar 1651 wurde Jacques d’Estampes auf Empfehlung von Gaston d’Orléans zum Marschall von Frankreich ernannt. Am gleichen Tag wurde der Titel Marquis de La Ferté-Imbault, der bereits in den 1620er Jahren vom König als Titre de courtoisie vergeben worden war, bestätigt. Sein Sohn wurde nun als Marquis de Mauny bezeichnet. Am 31. Dezember 1661 wurde er in den Orden vom Heiligen Geist aufgenommen.
Jacques d’Estampes starb am 20. Mai 1668 auf Schloss Mauny und wurde in der örtlichen Pfarrkirche bestattet.

## Ehe und Familie
Jacques d’Estampes heiratete am 27. Mai 1610 Catherine-Blanche de Choiseul (* um 1590, † 17. Oktober 1673), älteste Tochter von Charles de Choiseul, marquis de Praslin, Marschall von Frankreich (1619). Ihre Kinder sind:
- François d’Estampes († März 1667), Marquis de Maun; ⚭ 6. Mai 1641 Charlotte Brulart, Tochter von Pierre Brûlart de Sillery, Vicomte de Puisieux, Secrétaire d’État, und Charlotte d’Estampes-Valençay
- Roger d’Estampes, Abt von Beaugency, Comte et Chanoine de Saint-Just de Lyon
- Louis d’Estampes († jung um 1642), Seigneur de Salbris, Kommandeur eines Kavallerieregiments in Lothringen
- Scholastique, Marie und Françoise-Angelique d’Estampes, Nonnen in der Abtei Notre-Dame-aux-Nonnains in Troyes
- Anne-Diane d’Estampes († jung)